# Hazerswoude-Rijndijk
Hazerswoude-Rijndijk is een dorp in de Nederlandse gemeente Alphen aan den Rijn en ligt in de provincie Zuid-Holland.

## Geschiedenis
In de Romeinse tijd liep de Limesweg langs de Rijn, hier werd in 2023 een fragment van een Romeinse mijlpaal gevonden. In de middeleeuwen verkregen boeren uit het dorp door het bouwen van dijken en baggeren een belangrijke grondstof: turf. Rond de 16e eeuw veroorzaakte de turfwinning dat het dorp omringd werd door water. Omdat de bouw- en weidegronden veranderd waren in veenplassen vertrokken de meeste mensen.
Het dorp bezat tot 1965 aan de Rijndijk de zogenaamde Rembrandtmolen; hier zou Harmen Gerritsz van Rijn (1569-1630) gewoond hebben, de vader van de schilder Rembrandt van Rijn. Delen van de deze molen zijn in 1926 gebruikt voor restauratie van de molen 't Vosje te Kilder, die sindsdien eveneens Rembrandtmolen wordt genoemd.
Tot 1 januari 2014 behoorde Hazerswoude-Rijndijk tot de gemeente Rijnwoude, sindsdien behoort het tot de fusiegemeente Alphen aan den Rijn.

## Omgeving
Er is een brug over de Oude Rijn naar Koudekerk aan den Rijn. Rondom het dorp liggen uitgestrekte natuurlandschappen waar ruimtelijke ordening een duidelijke stempel op heeft gedrukt. Weilanden worden van beplante gebieden gescheiden door fietspaden en de sloten zijn kaarsrecht. De weilanden nemen in de vorm van polders een groot deel van de ruimte in beslag. De waterhuishouding wordt al jaren door molens en gemalen geregeld.
Vier nabijgelegen windmolens veroorzaken in de ochtenden bewegende schaduwen over het oostelijke gedeelte van Hazerswoude-Rijndijk, en zijn door het uitgestrekte landschap van grote afstand te herkennen.

## Cultuur
Een deel van deze voornamelijk autochtone bewoners heeft nog steeds een Rijnlands accent. De bewoners hebben vaak banden met de bewoners uit Koudekerk aan den Rijn of Hazerswoude-Dorp.
De plaatselijke woningcoöperatie geeft de lokale bevolking voorrang bij het verdelen van huurwoningen. Hierdoor is het voor hurende starters moeilijk als nieuwkomer binnen te komen in de gemeente. Nageslacht blijft vaak binnen de gemeente. Sommige families hebben herkenbare achternamen in de omgeving. Toch blijven er vanuit de omgeving (vooral werkende) gezinnen naar Hazerswoude-Rijndijk komen, deze mensen hebben vaak al een baan buiten het dorp. Dit resulteerde in een minder gesloten en een iets welvarendere cultuur. Jongeren moeten al vanaf de middelbare school kiezen uit verschillende opleidingslocaties in andere plaatsen, omdat er in Hazerswoude Rijndijk geen middelbare school meer aanwezig is.
In de buurtschap Groenendijk buiten het dorp staat de RK Bernarduskerk, ook wel bekend als Scheepjeskerk, die rond 1850 is gebouwd.

## Verkeer en vervoer
In 1935 werd het station gesloten voor reizigers. In 1954 is het ook gesloten voor goederen en werd het stationsgebouw afgebroken. In de jaren zeventig werd ook de wachterswoning naast het voormalige station gesloopt. Wel ligt de spoorweg tussen Leiden en Alphen aan den Rijn nog steeds langs het dorp. Het vroegere driesporige gedeelte bij het vroegere station is nog steeds waar te nemen dankzij de wijdere elektriciteitsportalen boven de spoorweg. Al lange tijd wordt er gesproken over een heropening van het station. Eind 2019 werd bij bekendmaking van het coalitieakkoord bevestigd dat de provincie Zuid-Holland nog steeds voornemens is het station te bouwen.
Busdiensten bieden directe verbindingen met onder andere Alphen aan den Rijn, Boskoop, Leiden en Zoetermeer. Aan de andere kant van de spoorbaan ligt een oprit naar de N11. De volgende buslijnen stoppen in Hazerswoude Rijndijk:
- 165: Alphen aan den Rijn - Zoetermeer
- 169: Alphen aan den Rijn - Leiden
- 187: Boskoop - Leiden

## Geboren
- Jacobus Spoors (1751-1833), advocaat en politicus
- Jacob Christiaan Koningsberger (1867-1951), minister van koloniën
- Winny de Jong (1958), politica (LPF)
- Bettine Vriesekoop (1961), tafeltennisser
- Bas van Velthoven (1985), zwemmer

## Partnergemeenten
De gemeente vermeldt de volgende partnergemeentes:
- Waldkappel (Duitsland)
- Carhaix-Plouguer (Frankrijk)